# Coenonymphina
De Coenonymphina zijn een subtribus van vlinders van de geslachtengroep Satyrini in de onderfamilie Satyrinae. De wetenschappelijke naam van de subtribus werd voor het eerst geldig gepubliceerd in 1896 door James William Tutt. Door Peña et al. werden in 2006 ook alle geslachten uit de subtribus Hypocystina Miller, 1968 in deze subtribus geplaatst. In het hier gegeven overzicht is daar geen sprake van. Het overzicht in dit artikel volgt dat van de Nymphalidae Systematics Group, dat voortborduurt op het werk van Peña.

## Geslachten
- Coenonympha Hübner, 1819
  - = Chortobius Dunning & Pickard 1858
  - = Sicca Verity 1953
- Lyela Swinhoe, 1908
  - = Dubierebia Muschamp 1915
- Sinonympha Lee, 1974
- Triphysa Zeller, 1850
  - = Phryne Herrich-Schäffer 1844